# Yarhiv
Yarhiv (tiếng Hebrew: ירחיב) là một moshav thuộc hạt Quận Trung, Israel. Yarhiv thuộc thẩm quyền quản lý của Hội đồng vùng Drom HaSharon. Dân số tháng 12 năm 2012 là 868 người.